# Libertate de mișcare

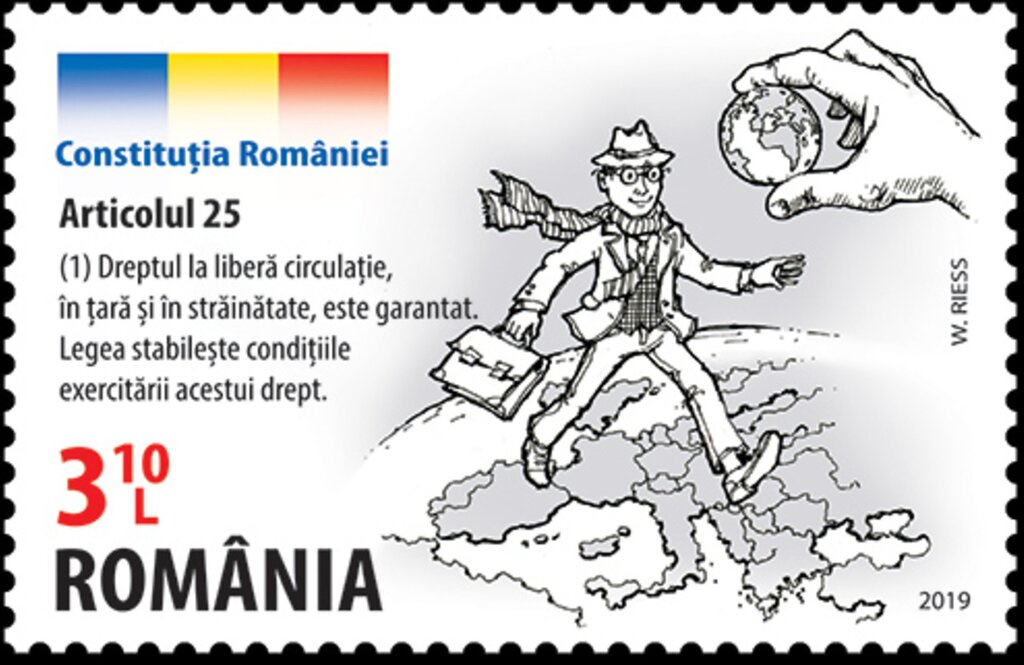
Reprezentarea libertății de mișcare pe o ștampilă românească

Libertatea de mișcare, drepturile de mobilitate sau dreptul de a călători este un concept al drepturilor omului care cuprinde dreptul persoanelor de a călători dintr-un loc în altul pe teritoriul unei țări și de a părăsi țara și de a se întoarce la aceasta. Dreptul include nu numai vizitarea locurilor, dar și schimbarea locului în care individul își are reședința sau lucrează.

## Legături externe
- Freedom of Movement and limitations thereof in Cuba
- Freedom of Travel policy within the European Union
- International Covenant on Civil and Political Rights
- UN General Assembly, Universal Declaration of Human Rights, Article 13
- UN Human Rights Committee, General Comment No. 27: Freedom of Movement